# Gustav A. Lang
Gustav Adolf „Gustavo“ Lang (* 31. Dezember 1933 in Brugg) ist ein Schweizer Historiker und Journalist.

## Leben
Gustav Lang promovierte 1966 an der Universität Zürich mit einer Arbeit über die „Kontroverse um Kriegsursachen und Friedensmöglichkeiten 1914–1919 im Rahmen der Neuen Zürcher Zeitung“. Er war von 1970 bis 1998 Journalist der Tageszeitung Der Bund und dort Chef der Auslandsredaktion sowie anschliessend stellvertretender Chefredaktor. 1983 veröffentlichte er den Reisebericht Chinas Weg der Mitte: Realitäten zwischen Dogmatik und Pragmatik. 
1998 wurde er pensioniert. Heute lebt er in Brissago TI und ist Ansprechperson bei der Fondazione Ruggero Leoncavallo für den deutschsprachigen Raum. Er schrieb zudem Artikel für das Historische Lexikon der Schweiz. Er ist ein Nachfahre von Arnold Lang.

## Veröffentlichungen (Auswahl)
- Kampfplatz der Meinungen. Die Kontroverse um Kriegsursachen und Friedensmöglichkeiten 1914–1919 im Rahmen der „Neuen Zürcher Zeitung“. Ein Beitrag zur Geschichte der öffentlichen Meinung im Geistigen Kampf des Ersten Weltkriegs. Buchverlag der Neuen Zürcher Zeitung, Zürich 1968. Zum Geleit von Willy Bretscher. OCLC 2844481
- Ist der Weg zur politischen Union versperrt?: Gedanken zur Zukunft der europäischen Gemeinschaft. In: Information der internationalen Treuhand. 1974, Nr. 46, S. 1–21. OCLC 603464660
- Chinas Weg der Mitte: Realitäten zwischen Dogmatik und Pragmatik. Der Bund, Bern 1983. ISBN 3-7202-0001-9
- Schweizerische Vereinigung der Freunde von Wilton Park (Hrsg.): Zehn Jahre Schweizerische Vereinigung der Freunde von Wilton-Park = Les dix ans de l’Association Suisse des Amis de Wilton Park. Der Bund, Bern 1984. OCLC 74936413
- Aufgeklärter Patriot in turbulenter Zeit: der in Bern aufgewachsene Philipp Albert Stapfer als Minister der Helvetischen Republik und als Gesandter in Paris in den umstrittenen Umbruchjahren 1798 bis 1803. In: Schweizerische Zeitschrift für Geschichte. 2006/184. OCLC 717541447